# Крофт Парк
Крофт Парк (англ. Croft Park) — футбольный стадион, расположенный в Блайте, Нортумберленд, Англия. На данный момент стадион вмещает 6 300 зрителей.
«Крофт Парк» является домашним стадионом для футбольного клуба «Блайт Спартанс» с 1909 года. Первый состоявшийся на нём матч команда провела с клубом Ньюкасл Юнайтед, который завершился победой гостей со счётом 4:2.
В 2007 году «Крофт Парк» претерпел обширную реконструкцию, были переделаны трибуны и увеличено число мест. Также были проделаны работы для удобства посещения футбольных матчей инвалидами-колясочниками и прочие необходимые изменения для маломобильных любителей футбола.
В 2009 году «Крофт Парк» покрыт кровлей со всех четырёх сторон (трибун). Также были снесены старые футбольные ворота, и вместо них поставлены новые.
В честь столетнего юбилея своей домашней арены в 2009 году состоялся товарищеский матч с самым первым соперником — клубом Ньюкасл Юнайтед. Как и столетие назад, успех праздновали гости с тем же счётом (4:2).